# Ebnet (Freiburg im Breisgau)
Ebnet ist ein Stadtteil von Freiburg im Breisgau mit eigener Ortsverwaltung. Die etwa 2800 Einwohner zählende Ortschaft liegt im Osten der Stadt fast komplett nördlich der Dreisam und schließt an der alten B 31 unmittelbar an den Stadtteil Waldsee an. Durch die Dreisam ist der Ort im Süden vom Stadtteil Littenweiler getrennt. Ebnet wurde am 1. Juli 1974 nach Freiburg eingemeindet.
Auf der Gemarkung Ebnets liegt eines der beiden Freiburger Wasserwerke mit zahlreichen Brunnen zur Versorgung der Stadt Freiburg. Durch das Wasserwerk Freiburg-Ebnet werden ca. zwei Drittel aller Freiburger Haushalte mit Trinkwasser versorgt.

## Geschichte
Der Ort Ebnet wird schon im 1113 als Ebenôte in Urkunden des Klosters St. Peter erwähnt. Es wurde aber schon früher hier gesiedelt, da der Abt von Kloster Einsiedeln der Gerichtsherr der Höfe auf der späteren Gemarkung von Ebnet war. Zunächst hatten die Herren von Falkenstein die Ortsherrschaft, später die Grafen von Freiburg, die den Besitz 1350 an das Freiburger Patriziergeschlecht der Schnewlin-Landeck weiter gaben. Durch Heirat ging der Besitz im 16. Jahrhundert an das Geschlecht derer von Sickingen über. Wie viele Ortschaften des Breisgaus kam auch Ebnet 1805 zum Großherzogtum Baden.
Am 1. Juli 1974 wurde Ebnet durch seine Eingemeindung ein Stadtteil von Freiburg. Bis zur Fertigstellung des Kappler und des Schützenalleetunnels im Jahr 2002 führte die B 31 von Zarten aus durch die Ortsdurchfahrt von Ebnet.

## Gemarkung
Der vom Roßkopf-Gipfel bis zur Jugendherberge verlaufende „Borderline-Downhill“ für Mountain-Bikes verläuft so ziemlich genau entlang der Gemarkungsgrenze zum Nachbarstadtteil Waldsee auf einem zur Dreisam abfallenden Grat eines Höhenrückens. Die Gemarkungsgrenze quert dann die Dreisam in südwestlicher Richtung und verläuft bis zum Nordeingang des Dreisamstadions des SC Freiburg und knickt dann nach Südosten ab. Die Nordostecke des Stadions und der Nordteil des benachbarten Strandbades gehören damit zum Stadtteil Ebnet. Im Strandbad liegt auch der gemeinsame Grenzpunkt zwischen den Stadtteilen Ebnet, Waldsee und Littenweiler. Die in gerader Linie vom Stadion her verlaufende Grenze quert dann die Schwarzwaldstraße westlich des Weges „Klein Grün“, erreicht dann nach 200 Metern die Dreisam, quert diese ebenfalls und verläuft dann entlang des nördlich der Dreisam verlaufenden Uferweges bis zur Straße „Alte Sägemühle“. Ab dort bildet dann die Flussmitte die weitere Grenze bis in Höhe des nördlichsten Teiles des östlich von Freiburg liegenden Golfplatzes. Ab der Einmündung der Brugga in die Dreisam grenzt Ebnet dann an die Nachbargemeinde Kirchzarten. Vom Golfplatz aus verläuft die Grenze dann in Richtung Norden durch das Dreisamtal. Sie trifft dann auf den Eschbach, ab dort grenzt Ebnet an die Gemeinde Stegen. Wenige hundert Meter nach dem Queren des Eschbachs schwenkt die Grenze dann auf den zwischen dem Stegener Attental und dem zu Ebnet gehörigen Welchental liegenden Höhenrücken, auf dessen Grat sie bis zum 727 Meter hohen Hornbühl verläuft, wo sie auf den vom Freiburger Schlossberg bis zum Thurner verlaufenden Höhenrücken trifft. Diesen entlang verläuft sie an Glottertal grenzend nach Westen, wo sie wieder den Roßkopf erreicht.

## Verkehr
Für den Radverkehr verläuft der FR 1 entlang der Dreisam über die Oberau in Richtung Innenstadt und weiter bis nach Lehen. Über die zurückgebaute Trasse der ehemaligen B 31 nach Zarten soll der geplante Radschnellweg nach Kirchzarten verlaufen. In Ebnet befindet sich an der Dreisamhalle eine Station des Fahrradverleihsystems Frelo.
Bis zur Fertigstellung der neuen, autobahnähnlichen B 31 ins Dreisamtal war die Ortseinfahrt Ebnets ein stark belastetes Nadelöhr des Individualverkehrs mit oft kilometerlangen Staus stadteinwärts. Über die L 133 ist Ebnet mit Stegen verbunden.

## Infrastruktur und Ortsentwicklung
Nachdem die Möglichkeiten am bestehenden Sportplatz neben der Dreisamhalle zu klein geworden waren, wurde im Jahr 2019 am östlichen Ortsausgang ein neuer, größerer  Sportplatz errichtet. Der alte Sportplatz wurde als Neubaugebiet Alter Sportplatz im Anschluss mit Wohnungen bebaut.
Im Jahr 2020 war Baubeginn für das Neubaugebiet Hornbühl-Ost, gelegen am östlichen Ortsrand zwischen Dreisam, Schwarzwaldstraße und neuem Sportplatz. Im Baugebiet befinden sich 120 Wohnungen und Platz für ca. 280 Menschen.

## Kultur und Sehenswürdigkeiten
- Die ursprünglich gotische katholische Pfarrkirche St. Hilarius wurde 1720/21 im Stil der Barockzeit umgestaltet. Hier wurden u. a. die Schwiegereltern von Wolfgang Amadeus Mozart am 14. September 1756 getraut.
- Das Schloss Ebnet, ein kleines Rokoko-Schloss des Geschlechts der von Sickingen (heute: Gayling von Altheim) mit Park, wurde ab 1748 nach Plänen von Johann Jacob Fechter durch Simon Schratt neu errichtet. Die Ausstattung besorgte Johann Christian Wentzinger, von dem auch die Plastiken der Vier Jahreszeiten  im Schlosspark stammen.
- Im Schloss finden – besonders im Rahmen des Ebneter Sommers – Konzerte und andere Veranstaltungen statt. Schloss und Park sind am Tag des offenen Denkmals auch der Öffentlichkeit zugänglich.
- Östlich des Schlossparks hat der Freiburger Bachchor im Theodor-Egel-Saal seine Proberäume.
- Am Ortsausgang nach Stegen steht die moderne, 2010 geweihte Anna-Kapelle.

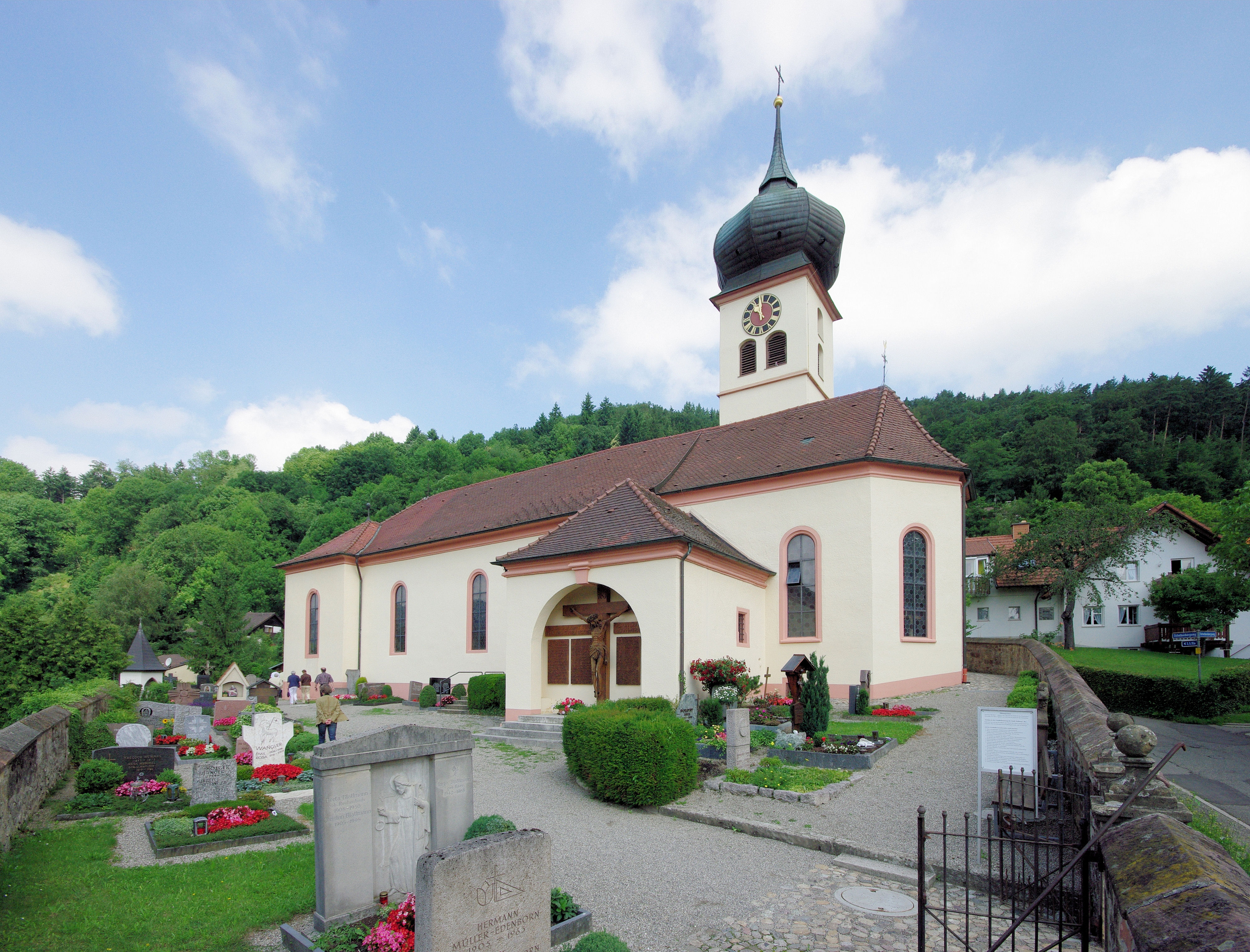
St. Hilarius-Kirche
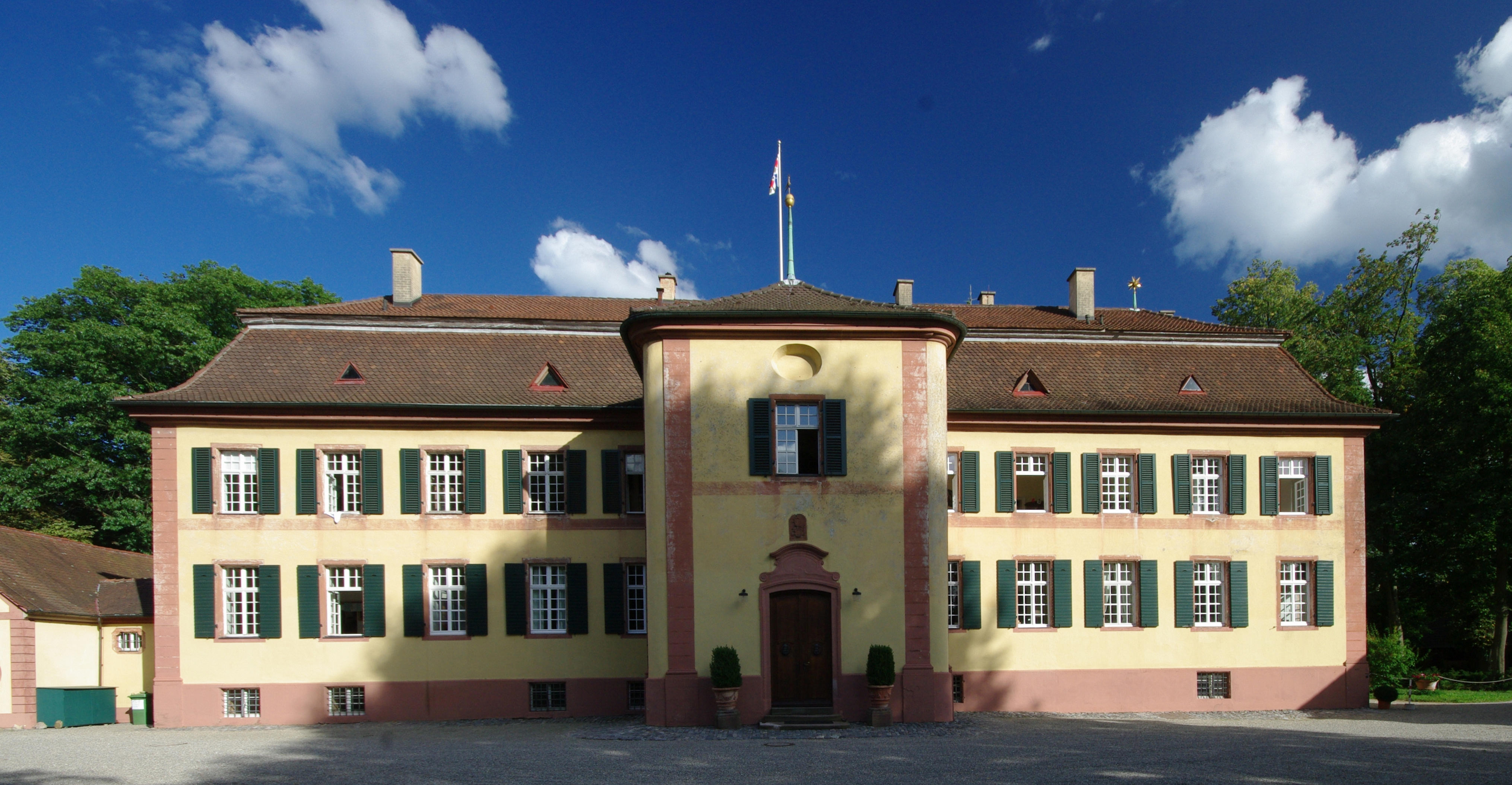
Schloss Ebnet, Haupteingang
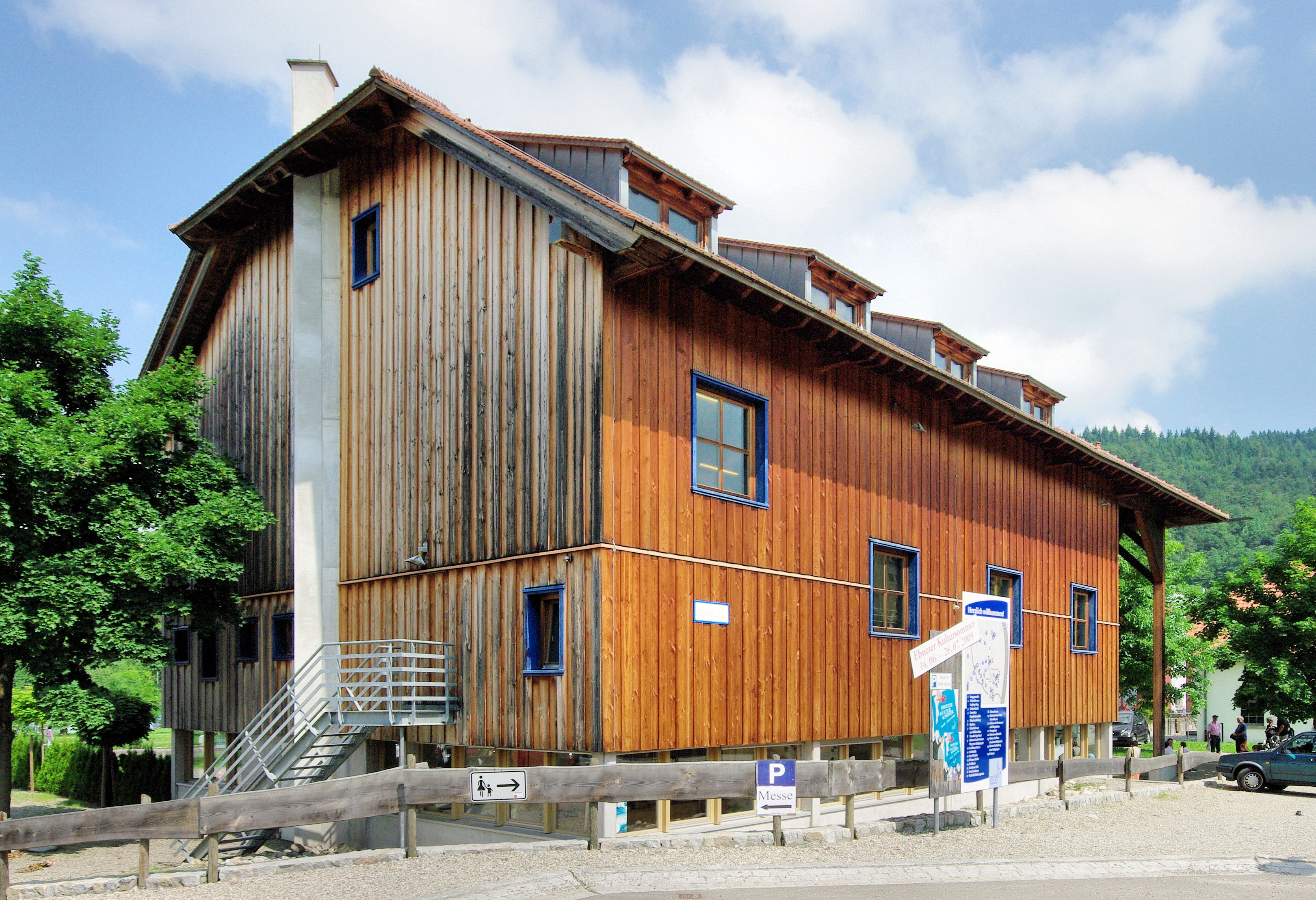
Theodor-Egel-Saal
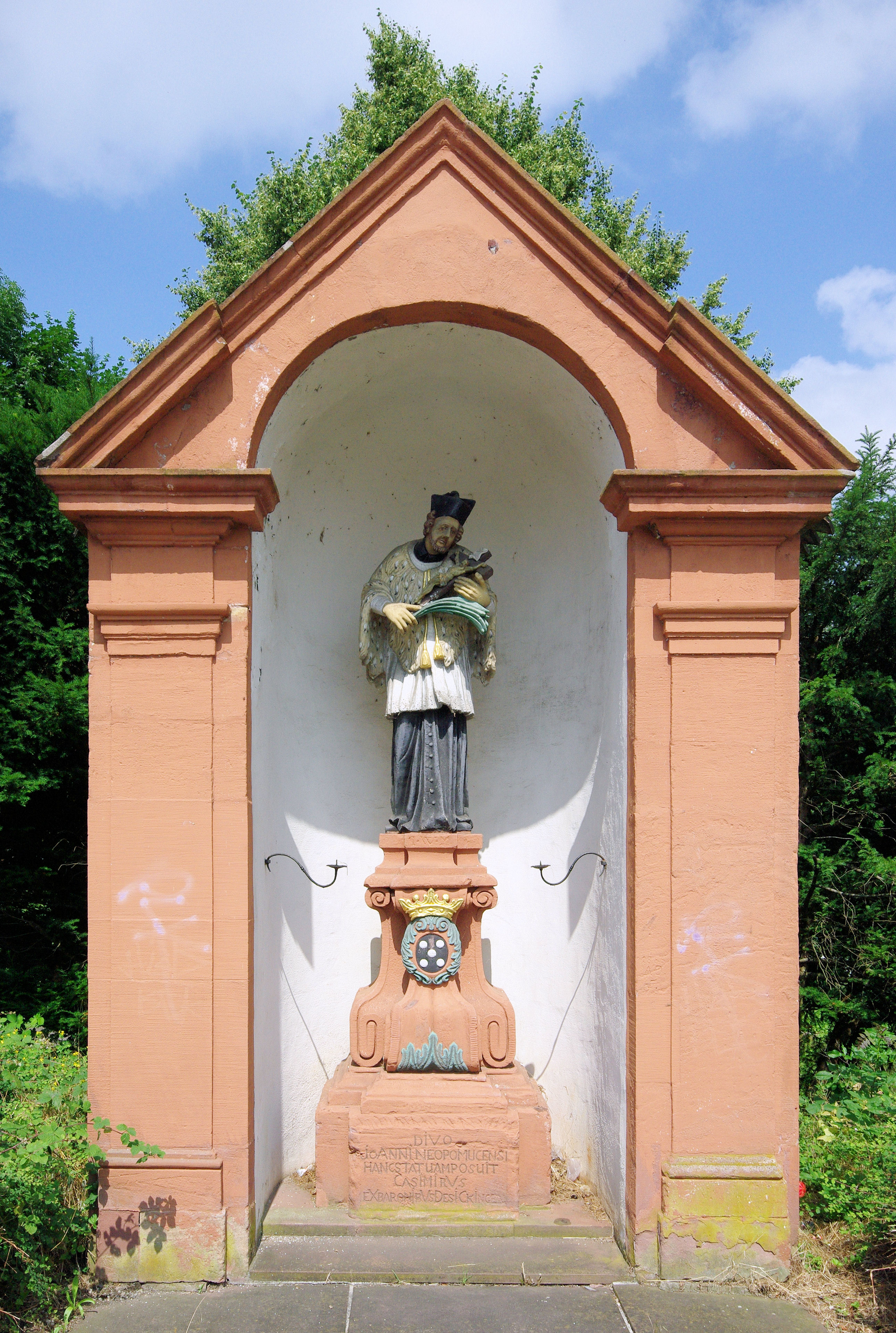
St. Nepomuk-Statue an der Ebneter Brücke

## Vereine/Organisationen
Ebnet besitzt diverse Vereine und Organisationen, welche aktiv am Ortsleben teilnehmen:
- Musikverein Ebnet e. V. (gegr. 1923)
- Gemischter Chor Ebnet e. V. – zuvor Gesangsverein Ebnet e. V. (gegr. 1910)
- Radsportverein „Wanderlust“ Ebnet e. V. (gegr. 1922)
- Sportverein Ebnet e. V. (gegr. 1933)
- Narrenzunft „Feurige Salamander Ebnet e. V.“ (gegr. 1955)[3]
- Freiwillige Feuerwehr – Abteilung Freiburg-Ebnet
- Kirchenchor von St. Hilarius (seit 1847)
- Arbeitsgemeinschaft Ebneter Ortsbild – ein Zusammenschluss von Ebneter Bürgerinnen und Bürgern, die sich z. B. mit einem Ziegenprojekt um die Freihaltung der berühmten Aussicht vom Galgenberg in das Dreisamtal kümmern

## Persönlichkeiten
- Kasimir Anton von Sickingen (1684–1750), wurde 1743 Fürstbischof von Konstanz. Er wurde in Ebnet geboren, sein Herz ist in der Ebneter Kirche beigesetzt.
- Benedikt Gambs (ca. 1703–1751), Maler aus dem Westallgäu, schuf Deckenbilder im Ebneter Schloss und starb in Ebnet.
- Johann Christian Wentzinger (1710–1797), Künstler, war an der Ausstattung des Schlosses maßgeblich beteiligt.
- Franz von Roggenbach (1825–1907), ein badischer Politiker, ist in der neben der Kirche gelegenen Familiengruft der im Ebneter Schloss wohnenden Familie Gayling von Altheim beigesetzt.
- August Feyel (1881–1963) war ein Landschaftsmaler, der jahrzehntelang in Ebnet lebte und auf dem Dorffriedhof begraben ist. Nach ihm ist die Grundschule des Ortes benannt.
- Pater Bonaventura Schweizer (1893–1968), in Ebnet geboren, war Generaloberer der Salvatorianer, Konzilsvater des Zweiten Vatikanischen Konzils.
- Sepp Allgeier (1895–1968), deutscher Kameramann, lebte und starb in Ebnet.
- Eduard Baumgarten (1898–1982), Philosoph und Soziologe, lebte lange Jahre in Ebnet.[4]
- Adolf J. Schmid (1934–2011), Historiker, war Chronist der Gemeinde.